# 谷津ローズタウン
谷津ローズタウン（やつローズタウン）は、千葉県習志野市谷津にある京成電鉄により開発されたニュータウンである。

## 概要
京成不動産により東京のベッドタウンとして京成本線谷津駅から徒歩8分のところに、ラムサール条約登録地である谷津干潟沿いに開発されたニュータウンで2005年(平成17年)より分譲が開始された。総戸数は71戸である。

## 周辺施設
- 習志野市立谷津南小学校
- 千葉県立津田沼高等学校
- 谷津パークタウン
- 谷津干潟
- 谷津干潟公園
- 谷津バラ園
- 谷津公園

## 交通
鉄道
- 京成本線谷津駅徒歩約8分

バス
- JR総武線 津田沼駅より京成バス「谷津干潟行き」、終点「谷津干潟」下車徒歩1分

自動車
- 谷津船橋インターチェンジ（東関東自動車道）から約5分
- 花輪インターチェンジ（京葉道路）から10分